# Jackson (Kalifornia)
Jackson város az Amerikai Egyesült Államok Kalifornia államában, Amador megyében, melynek megyeszékhelye is. Lakosainak száma 5019 fő (2020. április 1.).

## Népesség
A település népességének változása:

| 2010 | 4 651 |
| 2020 | 5 019 |